# Uche Ekwunife
Uche Ekwunife (sinh năm 1970) là một chính trị gia người Nigeria và là thành viên của Thượng viện Nigeria thứ 8.

## Đời sống
Ekwunife sinh năm 1970 tại Igboukwu ở Aguata khi họ của bà là Ogudebe. Bằng cấp đầu tiên của bà là về Kinh doanh và kế toán mà cô kiếm được tại Đại học Calabar. Sau đó, bà lấy bằng MBA tại Đại học Nnamdi Azikiwe.
Ekwunife có một sự nghiệp trong ngành ngân hàng nơi bà đã trở thành một người quản lý khu vực. Bà kết hôn với một doanh nhân từ cộng đồng Nri Anaocha LGA. Bà và tù trưởng Larry Ekwunife đã có con.
Ekwunife đã tranh cử hai lần không thành công. Bà được bầu làm thượng nghị sĩ năm 2015 cho Anambra. Có hơn 100 thượng nghị sĩ được bầu vào Quốc hội khóa 8, nhưng chỉ có sáu trong số đó là phụ nữ. Những người khác là Rose Okoji Oko, Stella Oduah, Fatimat Raji Rasaki, Oluremi Tinubu và Binta Garba. Ekwunife đã giành chiến thắng trong cuộc bầu cử năm 2015 nhưng chỉ bằng cách chuyển từ một đảng chính trị sang đảng khác. Vì điều này, cuộc bầu cử của bà đã bị thách thức và vào tháng 12 năm 2015, ghế của bà đã bị tuyên bố bỏ trống. Ekwunife đã không thể khiến đảng chính trị cũ của mình ủng hộ bà trong cuộc bầu cử hai lần cho ghế cũ của bà.

## Sự nghiệp chính trị
Vào năm 2019, bà đã giành được ghế thượng nghị sĩ đại diện cho khu vực trung tâm Anambra, Nigeria. Năm 2015, bà đã giành chiến thắng trong cuộc bầu cử thượng nghị sĩ nhưng được tuyên bố vô hiệu và ủng hộ thượng nghị sĩ Victor Umeh. Sau đó, ông đã được tuyên bố là người chiến thắng.